# Monte Buller
El Monte Buller es una montaña en los Alpes Australianos.
La cima del Buller puede ser alcanzada por vehículo vía el poblado del mismo nombre conectado con un corto camino  a 500m. Es posible escalar el pico desde el nivel del río a través del camino a pie Klingsporn. El camino Klingsporn fue el camino de herradura en tiempos pasadas cuando los ganaderos subían  sus animales por los meses de verano. La pista empieza en Merimbah y es un sendero de 8 km de camino en una pista bien definida.
Un giro aventurero en este sendero es caminar a la convenientetemte llamada "Thank Christ Corner" (Esquina Gracias a Cristo) en la estribación del hombro (Shoulder spur) y marcha a lo largo de la estribación del hombro hasta Mclaughlin's spur (Estribación de Mclaughlins)hasta la cima. La Estribación Mclaughlins ofrece buenas vistas hacia summit fire tower (torre del fuego de la cima) y los afloramientos rocosos que deben ser atravesados.
En la cima existe una esfera de fuego y una torre de fuego que es ocupada por hombres durante los meses de verano.
El Monte Buller es un destino atractivo para muchas familias y esquiadores que desean asistir por el día, con solo estar a 3 horas de manejo de es la más cercana montaña importante a Melbourne. 